# Petra van Hartskamp-de Jong
P.J. (Petra) van Hartskamp-de Jong (Vlaardingen, 1 april 1962) is een Nederlandse jurist, bestuurder en VVD-politicus. Sinds 6 januari 2016 is ze burgemeester van Montfoort.

## Biografie
Van Hartskamp-de Jong werd geboren in Vlaardingen en groeide op in Naarden en Huizen. Zij studeerde rechtsgeleerdheid aan de Vrije Universiteit Amsterdam met als afstudeerrichting privaatrecht. Ze was werkzaam in de financiële dienstverlening, onder andere als relatiemanager bij de ING Bank.
Binnen de VVD was Van Hartskamp-de Jong van 1992 tot 1998 actief als bestuurslid van de lokale afdeling Huizen. Van 2001 tot 2006 en van 2014 tot december 2015 was zij gemeenteraadslid in Huizen. Vanaf 2006 tot 2014 was zij wethouder in Huizen. Van 2011 tot 2016 was zij Statenlid in Noord-Holland. 
Met ingang van 6 januari 2016 werd Van Hartskamp-de Jong benoemd tot burgemeester van Montfoort. Op 10 januari 2022 werd zij herbenoemd voor een tweede termijn als burgemeester.

## Persoonlijk
Van Hartskamp is getrouwd en heeft twee kinderen.